# Mgwagwa Gamedze
Mgwagwa Gamedze – eswatyński polityk, pełniący obowiązki premiera Eswatini od 28 września do 6 listopada 2023 roku.

## Kariera polityczna
W latach 2013–2018 pełnił funkcje ministra sprawiedliwości i ds. konstytucyjnych, ministra spraw wewnętrznych oraz ministra spraw zagranicznych i współpracy międzynarodowej. Król Mswati III wybrał go na p.o. premiera Eswatini po odwołaniu Cleopasa Dlaminiego. 6 listopada 2023 Gamedze został zastąpiony przez Russella Dlaminiego.
W trakcie pełnienia obowiązków premiera zdecydował o zorganizowaniu państwowego pogrzebu dla ostatniego Narodowego Komisarza Policji – Williama Tsintsibali Dlaminiego. Pogrzeb odbył się 14 października 2023 roku, Gamedze w nim uczestniczył.